# San Francisco 49ers 2000
La stagione 2000 dei San Francisco 49ers è stata la 51ª della franchigia nella National Football League e l'ultima con Jerry Rice, tra le file della squadra dal 1985.

## Partite

### Stagione regolare
| Turno | Data               | Avversario            | Risultato          | TV Ora             | Pubblico           |
| ----- | ------------------ | --------------------- | ------------------ | ------------------ | ------------------ |
| 1     | 3/9/2000           | at Atlanta Falcons    | S 28–36            | 0–1                | 54,626             |
| 2     | 10/9/2000          | Carolina Panthers     | S 22–38            | 0–2                | 66,879             |
| 3     | 17/9/2000          | at St. Louis Rams     | V 24–41            | 0–3                | 65,945             |
| 4     | 24/9/2000          | at Dallas Cowboys     | V 41–24            | 1–3                | 64,127             |
| 5     | 1/10/2000          | Arizona Cardinals     | V 27–20            | 2–3                | 66,985             |
| 6     | 8/10/2000          | Oakland Raiders       | S 28–34 (DTS)      | 2–4                | 68,344             |
| 7     | 15/10/2000         | at Green Bay Packers  | S 28–31            | 2–5                | 59,870             |
| 8     | 22/10/2000         | at Carolina Panthers  | S 16–34            | 2–6                | 61,350             |
| 9     | 29/10/2000         | St. Louis Rams        | S 24–34            | 2–7                | 68,109             |
| 10    | 5/11/2000          | at New Orleans Saints | S 15–31            | 2–8                | 64,900             |
| 11    | 12/11/2000         | Kansas City Chiefs    | V 21–7             | 3–8                | 68,002             |
| 12    | 19/11/2000         | Atlanta Falcons       | V 16–6             | 4–8                | 67,447             |
| 13    | Settimana di pausa | Settimana di pausa    | Settimana di pausa | Settimana di pausa | Settimana di pausa |
| 14    | 3/12/2000          | at San Diego Chargers | V 45–17            | 5–8                | 57,255             |
| 15    | 10/12/2000         | New Orleans Saints    | S 27–31            | 5–9                | 67,892             |
| 16    | 17/12/2000         | Chicago Bears         | V 17–0             | 6–9                | 68,306             |
| 17    | 23/12/2000 (Sab.)  | at Denver Broncos     | S 9–38             | 6–10               | 76,098             |